# Jane Birkin
Jane Mallory Birkin OBE, coneguda simplement com a Jane Birkin   (Londres, 14 de desembre de 1946 - 6è districte de París, 16 de juliol de 2023), va ser una model, cantant, actriu i directora de cinema francoanglesa.
Després d'una carrera modesta com a actriu a Anglaterra i del seu divorci amb el compositor John Barry amb qui havia tingut una filla, Kate, va decidir anar-se'n cap a França el 1967. Fou aleshores quan va conèixer el cantautor Serge Gainsbourg que va impulsar la seva trajectòria artística i amb qui tingué la seva segona filla, Charlotte Gainsbourg, que és actriu de cinema.
Com a cantant, la seva cançó més coneguda és potser el duet Je t'aime... moi non plus, cantada amb Gainsbourg, que esdevingué un èxit internacional i va assolir la primera posició de vendes al Regne Unit. A partir dels anys 1970, s'imposà com a actriu gràcies a les comèdies de Claude Zidi i de Michel Audiard. La seva tercera filla, Lou Doillon (nascuda el 1982), que tingué amb el director de cinema Jacques Doillon, parella de Birkin entre 1980 i 1992, és cantant i actriu.
També és coneguda per haver donat nom a la popular bossa Birkin d'Hermès.

## Biografia
Jane Birkin va néixer el 14 de desembre de 1946 al barri de Marylebone, situat al centre de Londres, al si d'una família burgesa. La seva mare, Judy Campbell (1916-2004) era actriu i el seu pare, David Birkin (1914-1991), comandant de la Royal Navy.
Tenia un germà gran, Andrew Birkin, que és actor, guionista i director de cinema i una germana petita, Linda.
Va començar la carrera d'interpretació als 17 anys i aviat va conèixer John Barry, qui li va donar el seu primer paper en el musical Passion FlowerHotel, en 1965. Es van casar poc després i Jane va tenir la seva primer filla, Kate, el 1967. Quan tenia 20 anys, va emergir en plena escena del Swinging London gràcies a una breu aparició en la pel·lícula Blow Up, d'Antonioni, que va ser guardonada en el Festival de cinema de Cannes. Més tard, va fer una altra prova a França, per a la pel·lícula Slògan, del director Pierre Grimblat. Allí es trobava l'actor francès –i enfant terrible– Serge Gainsbourg, qui va fer plorar Jane en la prova davant la cambra. Va aconseguir el paper i va començar una apassionada història d'amor amb Gainsbourg.
La parella Birkin-Gainsbourg es va fer famosa mundialment: eren cool i alternaven locals bohemis de moda a París i Londres. Van gravar junts la cançó Je t’aime… moi non plus, en la qual Jane va donar curs a tot l'erotisme del qual va ser capaç. El tema va aparèixer en el disc de 1969 Jane Birkin-Serge Gainsbourg. I va ser censurat en molts països (entre els quals Espanya, Itàlia i Anglaterra) per ser massa explícit sexualment; però, així i tot, va ser un gran èxit i va vendre un milió de còpies en pocs uns mesos. La parella i el seu desinhibit amor es van fer omnipresents, i les seves fotos junts van recórrer el món. El 1971 va néixer la seva primera i única filla de junts: Charlotte Gainsbourg. El 1975 els amants van tornar a l'ull de l'huracà amb la pel·lícula Je t’aime…moi senar plus, dirigida per Gainsbourg i en la qual l'artista explorava l'ambigüitat sexual i andrògina de Jane.
A principis dels anys 1980, Jane va deixar a Serge, i se’n va anar a viure amb el director de cinema Jacques Doillon. Fruit d'aquesta relació va néixer Lou.
Aquest mateix any, el director executiu de Hermès, Jean-Louis Dumas, va coincidir al costat de Birkin en un vol de París a Londres.
Jane Birkin es caracteritzava per portar sempre cistelles tradicionals de vímet com a bossa de mà. Quan va acabar el vol i Jane sortia del seu seient, li va caure la cistella i tot el que duia dins es va escampar pel terra de l'avió, ja que la cistella era oberta. Dumas li digué que perquè no duia una bossa amb cremallera i ella li digué que no li n'agradava cap. El dissenyador li va prometre que en crearia una que sí que li agradaria. I així, el 1984, la prestigiosa signatura francesa va llançar una bossa de pell negra per a ella: l'avui cobejat BirkinBag.

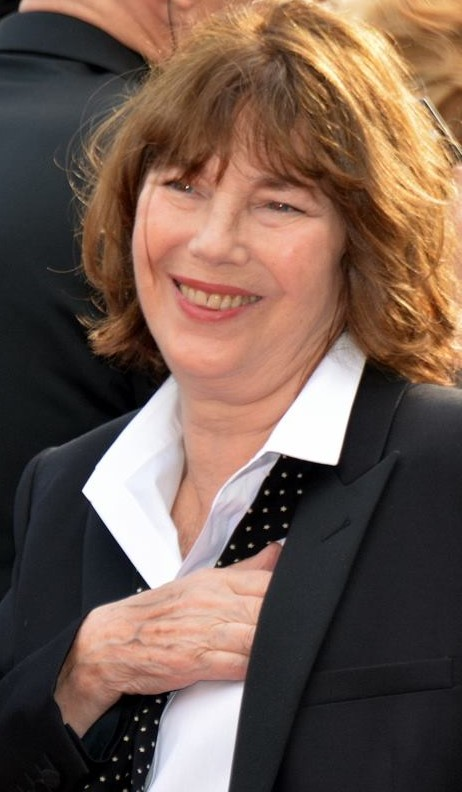
Al 69è Festival Internacional de Cinema de Canes (2016).

En 1990, Gainsbourg –que ja no era la seva parella, però sí el seu productor musical– va tornar a dedicar un disc d'amor a Jane: Amours des feintes. Va ser l'últim. El que fos parella de Birkin durant 12 anys i pare de Charlotte, va morir el 2 de març de 1991. Només tres dies més tard, va morir també el seu pare, David Birkin. La tristesa va embargar la cantant i actriu anglesa, ja que els seus dos herois havien desaparegut. Jane Birkin va fugir durant alguns anys de l'escena pública i va dipositar totes les seves energies a causes humanitàries. No va ser fins a 1998 quan va publicar el seu primer disc sense Serge Gainsbourg. Fins que es va morir, va continuar component música i va col·laborar habitualment amb artistes com Manu Chao, Brian Molko, Caetano Veloso, Bryan Ferry o Françoise Hardy.

## Discografia
- 1969: Je t'aime... moi non plus amb Serge Gainsbourg
- 1973: Di doo dah
- 1975: Lolita go home
- 1977: Yesterday yes a day
- 1978: Ex fan des sixties
- 1983: Fuir le bonheur de peur qu'il ne se sauve
- 1983: Baby alone in Babylone
- 1985: Quoi
- 1987: Lost song
- 1987: Jane Birkin au Bataclan
- 1990: Amours des feintes
- 1990: Daddy nostalgie
- 1992: Integral au Casino de Paris
- 1996: Versions Jane
- 1996: Integral a l'Olympia
- 1999: A la legere
- 2002: Arabesque
- 2004: Rendez-Vous
- 2006: Fictions
- 2008: Enfants d'Hiver
- 2009: Au palace (live)

## Filmografia
Actriu
- Blow Up (1966) - The Blonde
- Calidoscopi (Kaleidoscope) (1966) - Exquisite Thing
- Wonderwall (1968) - Penny Lane
- Slogan (1969) - Évelyne
- The Pleasure Pit (1969) - Jane
- The Swimming Pool (1969) - Penelope
- Trop petit mon ami (1970) - Christine Mars / Christine Devone
- Sex Power (1970) - Jane
- Alba pagana (1970) - Flora
- The Mafia Wants Your Blood (1970) - Jane Swenson
- 19 djevojaka i Mornar (1971) - Milja
- Romance of a Horsethief (1971) - Naomi
- Trop jolies pour être honnêtes (1972) - Christine
- Dark Places (1973) - Alta
- Don Juan, ou Si Don Juan était une femme... (1973) - Clara
- Seven Dead in the Cat's Eye (1973) - Corringa
- Projection privée (1973) - Kate/Hélène
- Le Mouton enragé (1974) - Marie-Paule
- Comment réussir quand on est con et pleurnichard (1974) - Jane
- Lucky Pierre (1974) - Jackie Logan
- Serious as Pleasure (1975) - Ariane Berg
- La Course à l'échalote (1975) - Janet
- Catherine & Co. (1975) - Catherine
- Bestial Quartet (1975) - Jane Berg
- Burnt by a Scalding Passion (1976) - Virginia Vismara
- Je t'aime moi non plus (1976) - Johnny Jane
- The Devil in the Heart (1976) - Linda
- L'Animal (1977) - La vedette féminine
- Good-bye, Emmanuelle (1977) - as Singer (theme song)
- Mort al Nil (Death on the Nile) (1978) - Louise Bourget
- Au bout du bout du banc (1979) - Peggy
- Melancholy Baby (1979) - Olga
- La miel (1979) - Inés
- Egon Schiele Exzess und Bestrafung (1980) - Wally
- The Prodigal Daughter (1981, de Jacques Doillon) - Anne
- Rends-moi la clé ! (1981) - Catherine
- Mort sota el sol (Evil Under the Sun) (1982) - Christine Redfern
- Nestor Burma, Détective de choc (1982) - Hélène Chatelain
- Circulez, y'a rien à voir ! - Hélène Duvernet
- L'Ami de Vincent (1983) - Marie-Pierre
- Le Garde du corps (1984) - Barbara Penning
- La Pirate (1984, de Jacques Doillon) - Alma
- Love on the Ground (1984, de Jacques Rivette) - Emily
- Leave All Fair (1985) - Katherine Mansfield
- Pols (Dust) (1985) - Magda
- Beethoven's Nephew (1985) - Johanna
- La Femme de ma vie (1986) - Laura
- Kung-Fu master (1987, d'Agnès Varda) - Mary-Jane
- Jane B. par Agnès V. (1988, d'Agnès Varda) - Martha Jane Canary / Claude Jade / Joana d'Arc
- Soigne ta droite (1987) - La cigale
- Comédie ! (1987, de Jacques Doillon) - Elle
- Daddy Nostalgie (1990) - Caroline
- La Belle Noiseuse (1991) - Liz
- La Belle Noiseuse: Divertimento (1991) - Liz
- Les cent et une nuits (1995) - Celle qui dit radin
- Black for Remembrance (1995) - Caroline
- Between the Devil and the Deep Blue Sea (1995) - The Woman (veu)
- Coneixem la cançó (On connaît la chanson) (1997) - Jane
- La filla d'un soldat no plora mai (A Soldier's Daughter Never Cries) (1998) - Mrs. Fortescue
- The Last September (1999) - Francie Montmorency
- This Is My Body (2001) - Louise Vernet
- A Hell of a Day (2001) - Jane
- Merci Docteur Rey (2002) - Pénélope
- The Very Merry Widows (2003) - Renée
- La tête de maman (2007)
- Boxes (2007)
- 36 Views from the Pic Saint-Loup (2009)

Directora
- Contre l'oubli (1991, segment "Pour Maria Nonna Santa Clara, Philippine")
- Oh pardon ! Tu dormais... (1992, TV) - Directora i guionista
- 3000 scénarios contre un virus (1994)